# Ковентри, Уильям, 5-й граф Ковентри
Уильям Ковентри, 5-й граф Ковентри (англ. William Coventry, 5th Earl of Coventry; ок. 1676 — 18 марта 1751) — британский политик и пэр, заседавший в Палате общин с 1708 по 1719 год.

## Происхождение и образование
Родился в 1676 году. Сын Уолтера Ковентри (1634—1692) и его жены Энн (урожденной Холкомб), дочери Хамфри Холкомба, торговца из Сент-Эндрюс-Холборн. Он был принят в Пембрук-колледж в Кембридже 13 апреля 1693 года в возрасте 16 лет. Его дед Уолтер Ковентри был младшим братом Томаса Ковентри, 1-го барона Ковентри.

## Карьера
На парламентских выборах 1708 года Уильям Ковентри был избран в Палату общин Великобритании от партии вигов в округе Бридпорт. На парламентских выборах 1710 года он сохранил своё место в парламенте от Бридпорта. На парламентских выборах 1713 года Уильям Ковентри в третий раз был избран в Палате общин от Бридпорта. На парламентских выборах 1715 года он был в четвертый раз избран в парламент от Бридпорта.
27 октября 1719 года после смерти своего троюродного брата, Гилберта Ковентри, 4-го графа Ковентри (1668—1719), не оставившего после себя наследников мужского пола, Уильям Ковентри унаследовал титулы 5-го графа Ковентри (Пэрство Англии) и 5-го виконта Дирхерста (Пэрство Англии), став членом Палаты лордов Великобритании.
В марте 1720 года лорд Ковентри был избран в состав Тайного совета Великобритании. В 1719 году он был назначен лордом-лейтенантом и хранителем рукописей графства Вустершир.
В 1724 году он был успешно привлечен к ответственности за свое наследство Энн Ковентри (1691—1788), вдовой Гилберта Ковентри, 4-го графа Ковентри.

## Личная жизнь
В 1720 году лорд Ковентри женился на Элизабет Аллен (? — 23 ноября 1738), дочери Джона Аллена из Вестминстера. Он стал верховным стюардом Бридпорта в 1727 году.
Лорд Ковентри пережил свою жену на тринадцать лет и умер в марте 1751 года. У супругов было трое сыновей:
- Томас Генри Ковентри, виконт Дирхерст[англ.] (27 марта 1721 — 20 мая 1744), член Палаты общин от Бридпорта в 1742—1744 годах
- Джордж Уильям Ковентри, 6-й граф Ковентри (26 апреля 1722 — 3 сентября 1809), второй сын и преемник отца[2].
- Достопочтенный Джон Балкли Ковентри[англ.], позднее Ковентри-Балкли (21 марта 1724 — 16 марта 1801).